# Inspiration of JAPAN
Inspiration of JAPAN（いんすぴれーしょんおぶじゃぱん、旧称：Inspiration of Japan）は、全日本空輸（ANA）が2009年11月10日に発表したプロダクト・サービスブランド。また、同コンセプトを取り入れたシートデザインも2010年2月20日から導入している。1991年から2010年においてはサービスブランドとしてCLUB ANAを使用していた。

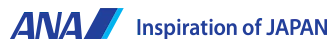
Inspiration of JAPANロゴ（2013年7月以降）

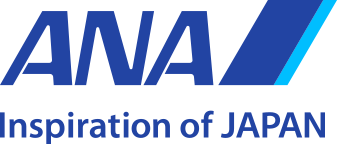
Inspiration of JAPANロゴ（2013年7月以降）

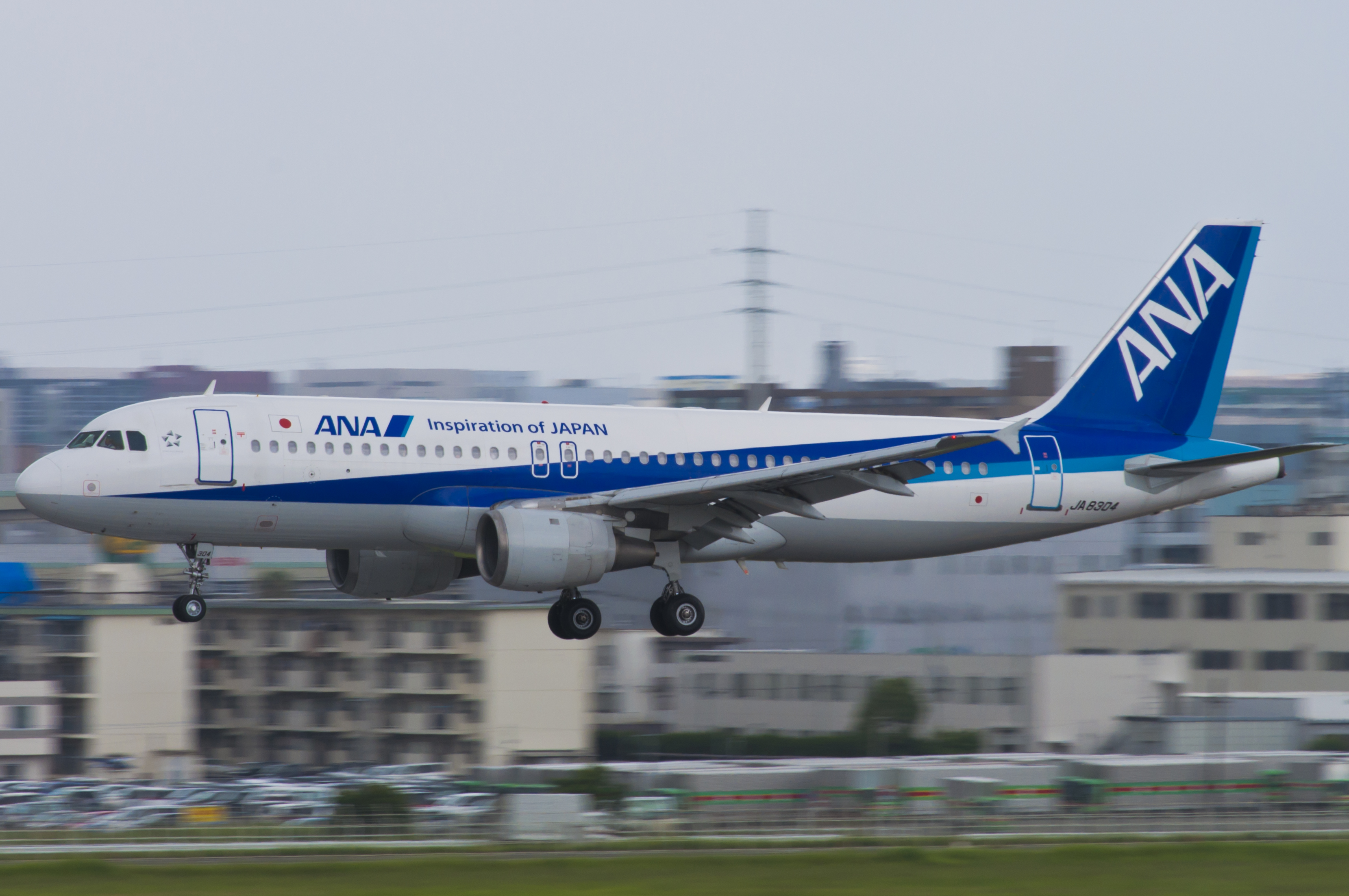
エアバスA320

## 沿革

### Inspiration of Japanの導入
2009年11月10日、東京都内で新ブランド「Inspiration of Japan」を発表した。その名前には、イノベーション（新しい発見やワクワクする体験）、際立つ個性（期待を超えた歓び）、モダンジャパン（日本発の技術・細やかな心遣いや細部へのこだわり）の3つの価値が含まれていると説明した。2010年2月導入予定のB777-300ER新造機に新ブランドのシートを導入し(後述)、随時リニューアルを進めていくとし、同イベント内で新シートを公開した。また、この他に機内食やオンデマンド機能、機内販売の改良や温水洗浄便座、上位顧客を対象にしたチェックインサービスの導入、成田空港のファーストクラスラウンジ内でのパーソナルルームの設置なども行うとした。
ANAは海外における知名度が低いことに問題意識を抱えており、新ブランドのイメージキャラクターにはアカデミー賞受賞の経歴を持つ俳優である本木雅弘を起用し、外国人にも分かるグローバルな視点で見た日本の価値をつくっていくとした。
同社は新ブランドの展開に伴う航空機材の開発費として150〜170億円を拠出する一方、新ブランドによる増収を年50億円見込んでいるとした。

### 機体への表記
2013年7月29日、従来機内サービスで使用していた「Inspiration of JAPAN」の文字をタグラインとしてANAロゴともに機体に表記すると発表し、新たなロゴをお披露目した。
また、これと同時にサービス向上を図るため新サービスの導入を発表した。2013年9月1日より15名のパートナーと9名のANAシェフが国際線の機内食と飲み物、国内線プレミアムクラスの一部の食事をプロデュースする「THE CONNOISSEURS」（ザ・コノシュアーズ）の開始、同日からの国内線プレミアムクラスの食事サービス「プレミアム御膳」と茶菓サービス「プレミアム茶房」においての有名店の提供、欧米路線はファーストクラスとビジネスクラスにおいての東京西川の寝具の導入、欧米路線ビジネスクラスにおいてのアメニティサービスの導入を行う。
同年8月24日からInspiration of JAPANの表記がなされた1号機が営業を開始した。運行当初から特別塗装や特別ロゴが塗装されていたボーイング787型機においても、2014年2月6日に引き渡され25機目（登録番号JA827A）からは787のロゴを排された状態で、Inspiration of JAPANのタグラインを表記されて登場している。
2015年3月には、2011年4月25日から続けられていたB777-300ERのInspiration of JAPAN(IOJ)仕様への改修が完了した。改修完了時点でANAが保有している19機のB777-300ERのうち、最初からIOJ使用で導入された機体は6機、前仕様のCLUB ANAから改修された機体は13機だった。
2018年8月以降、日本の政府専用機の置き換えに伴い整備が日本航空からANAに移行することに伴って、Inspiration of JAPAN仕様のビジネスクラスとエコノミークラスと同型の座席が新型機に設置されている。

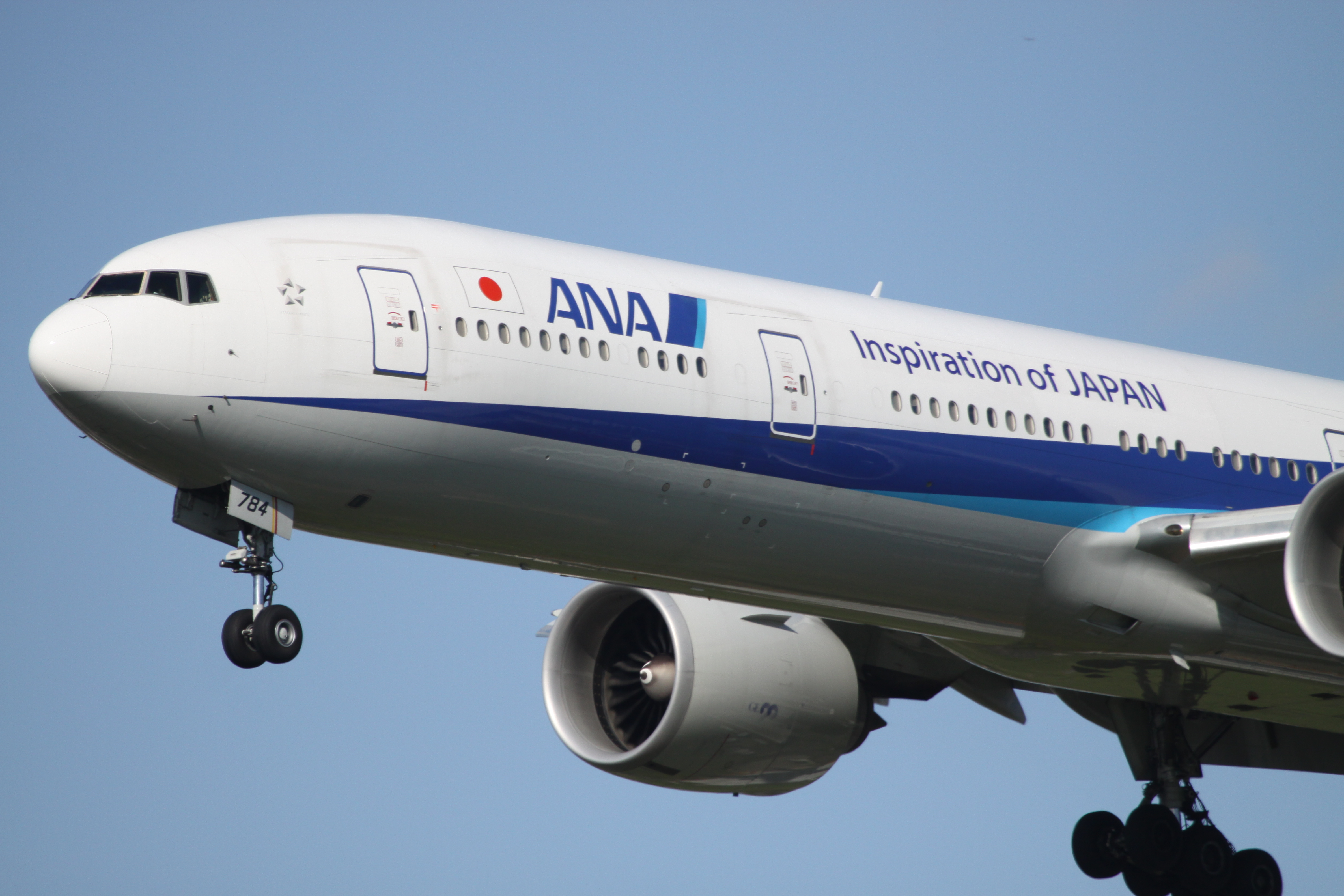
B777-300ER

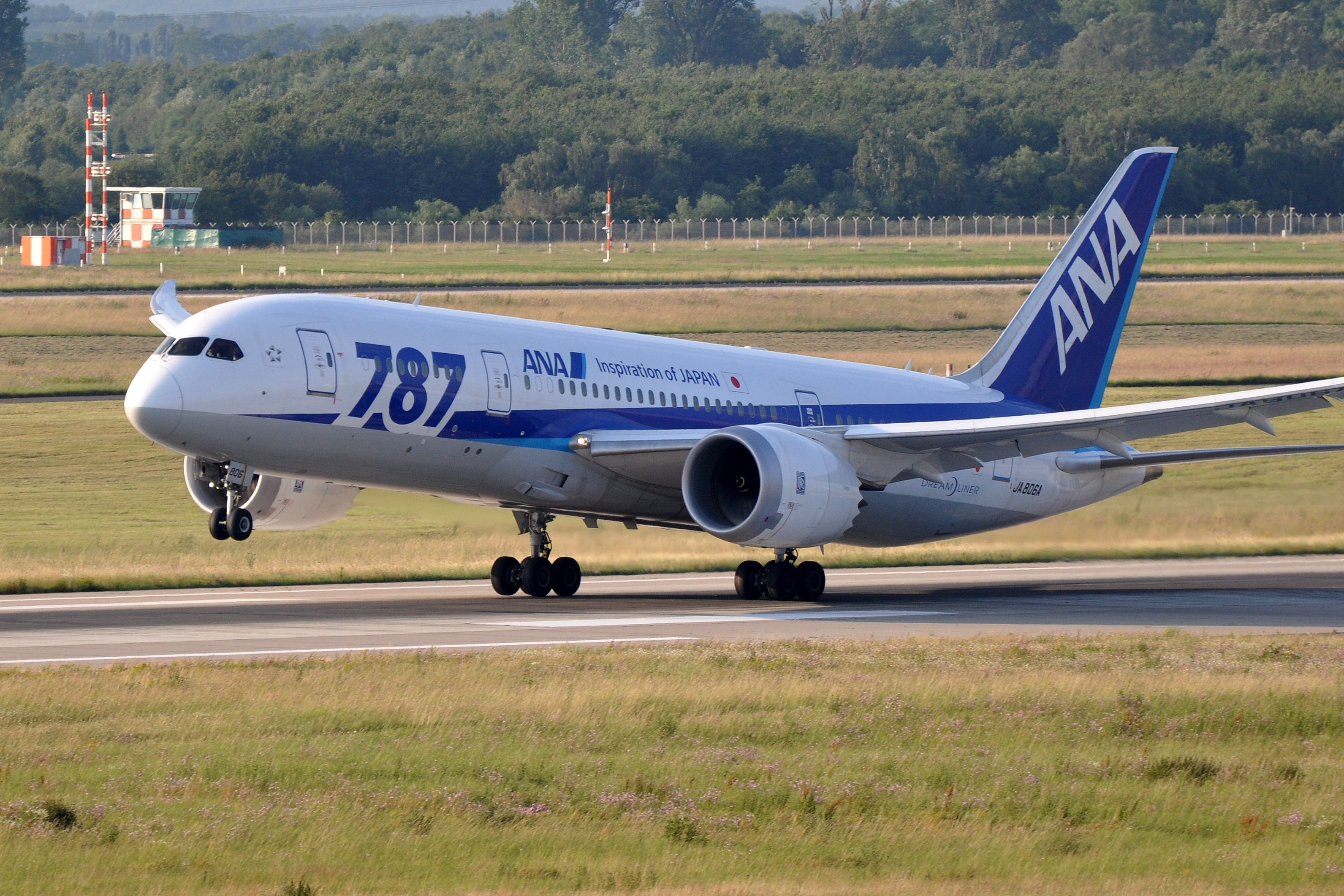
Inspiration of JAPANと787のロゴが共存

## Inspiration of JAPANに次ぐ新シート
2019年7月、ANAは「利用者からは好評を博したものの、9年経ってデザインも古くなり、技術革新などで取り巻く環境も変わった」としてInspiration of JAPANに次ぐシートデザインが導入することを発表した。新シートは建築家の隈研吾氏とイギリスのデザイン会社Acumenによってデザインされている。ファーストクラスは”THE Suite”、ビジネスクラスは”THE Room”と名付け、両クラスともにドア付きの個室型ワイドシート、世界初の4Kモニターを導入した。新仕様機はJA795Aを筆頭に6機を年内に導入し、同年8月2日の羽田〜ロンドン線で運航を開始する。Inspiration of JAPAN仕様機からも6機が新仕様に改修され、最終的に12機が導入予定。

## シートタイプ

### ファーストクラス
- ANA FIRST SQUARE(エーエヌエーファーストスクエア)[2][12]

ロゴ

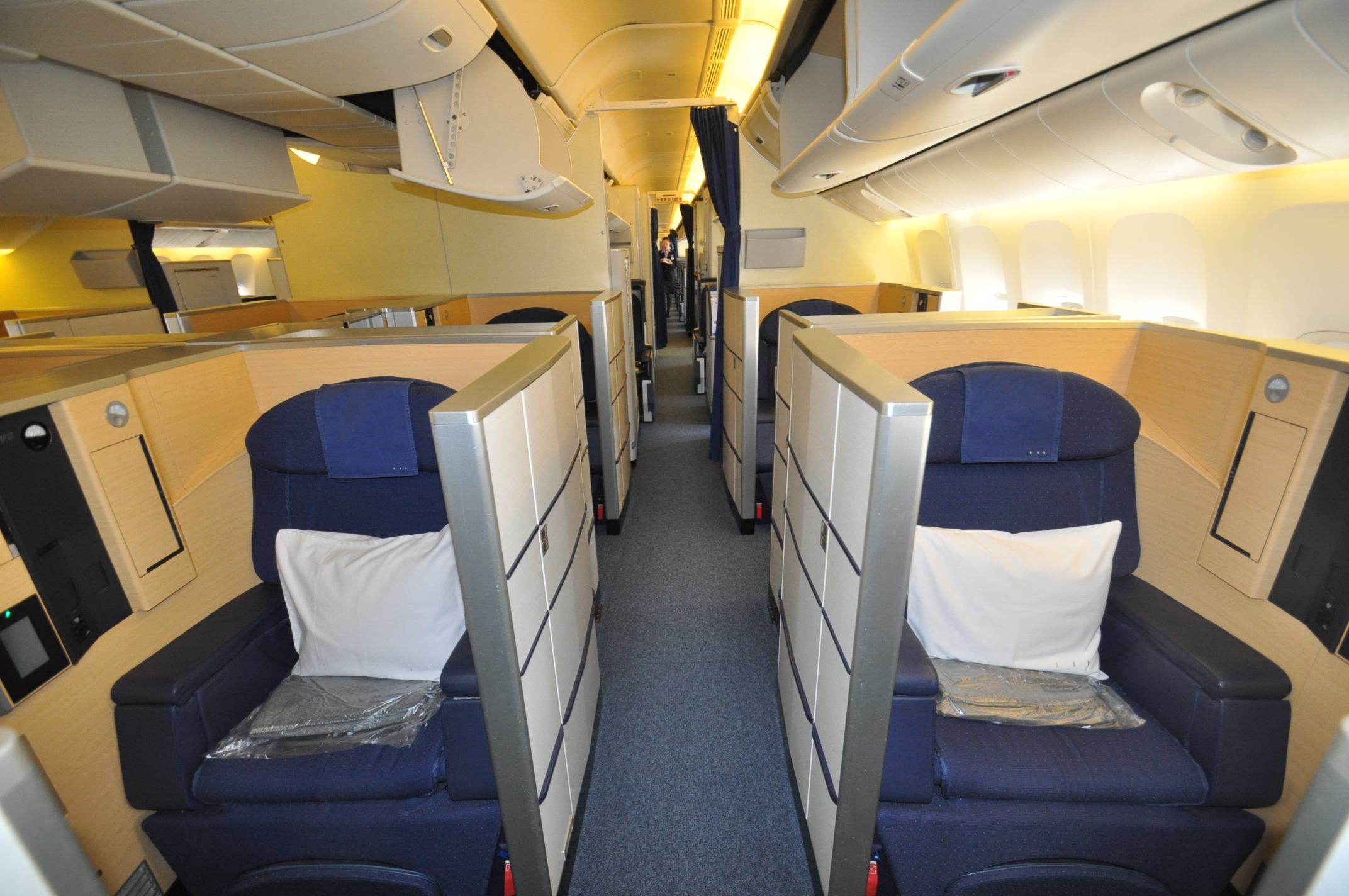
ANA FIRST SQUARE（前方から）

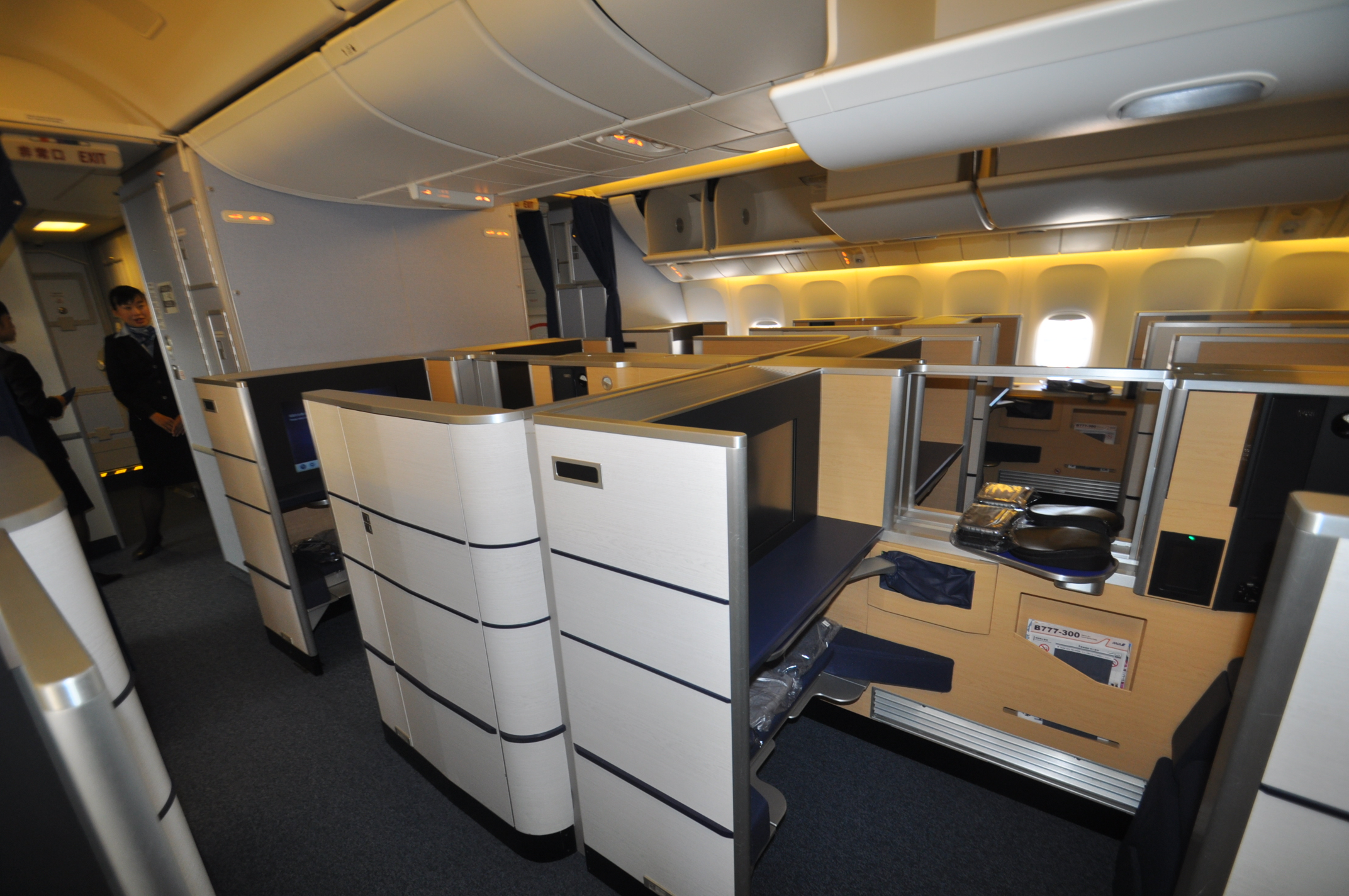
ANA FIRST SQUARE（後方から）

2019年10月現在、B777-300ERの一部に搭載。配列は1-2-1。導入当時としてはクラス最大級となる23インチタッチパネル式液晶ワイドスクリーンを搭載している。デジタルノイズキャンセリングヘッドホンも用意されている。機内食は、2010年4月以降はアラカルトを含め食べたいときにモニターを通じて注文する仕組み。メニューは月替り。白米、健康米等2種類の炊きたてごはんを用意している。

### ビジネスクラス

ロゴ

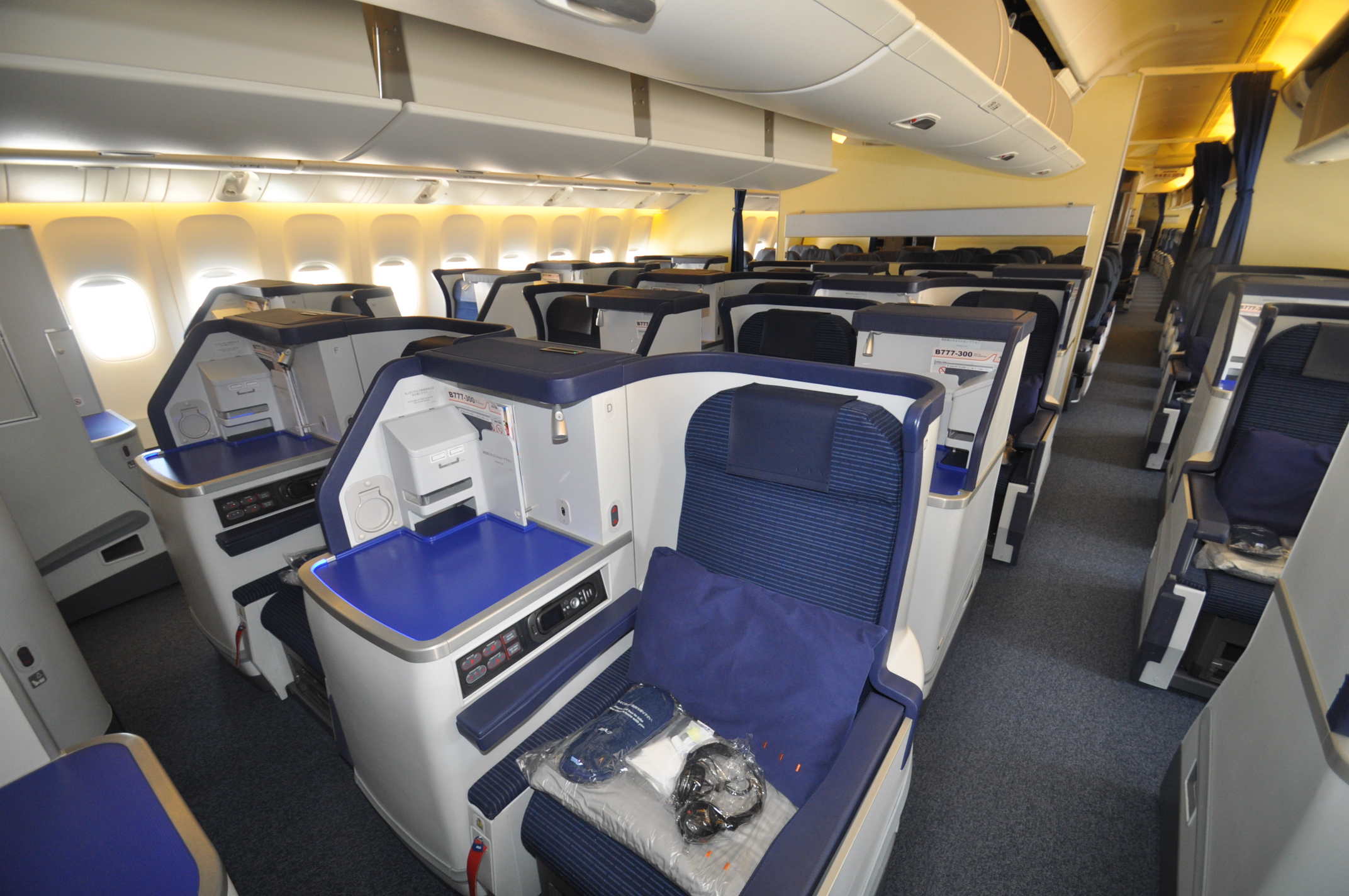
シート(前方から)

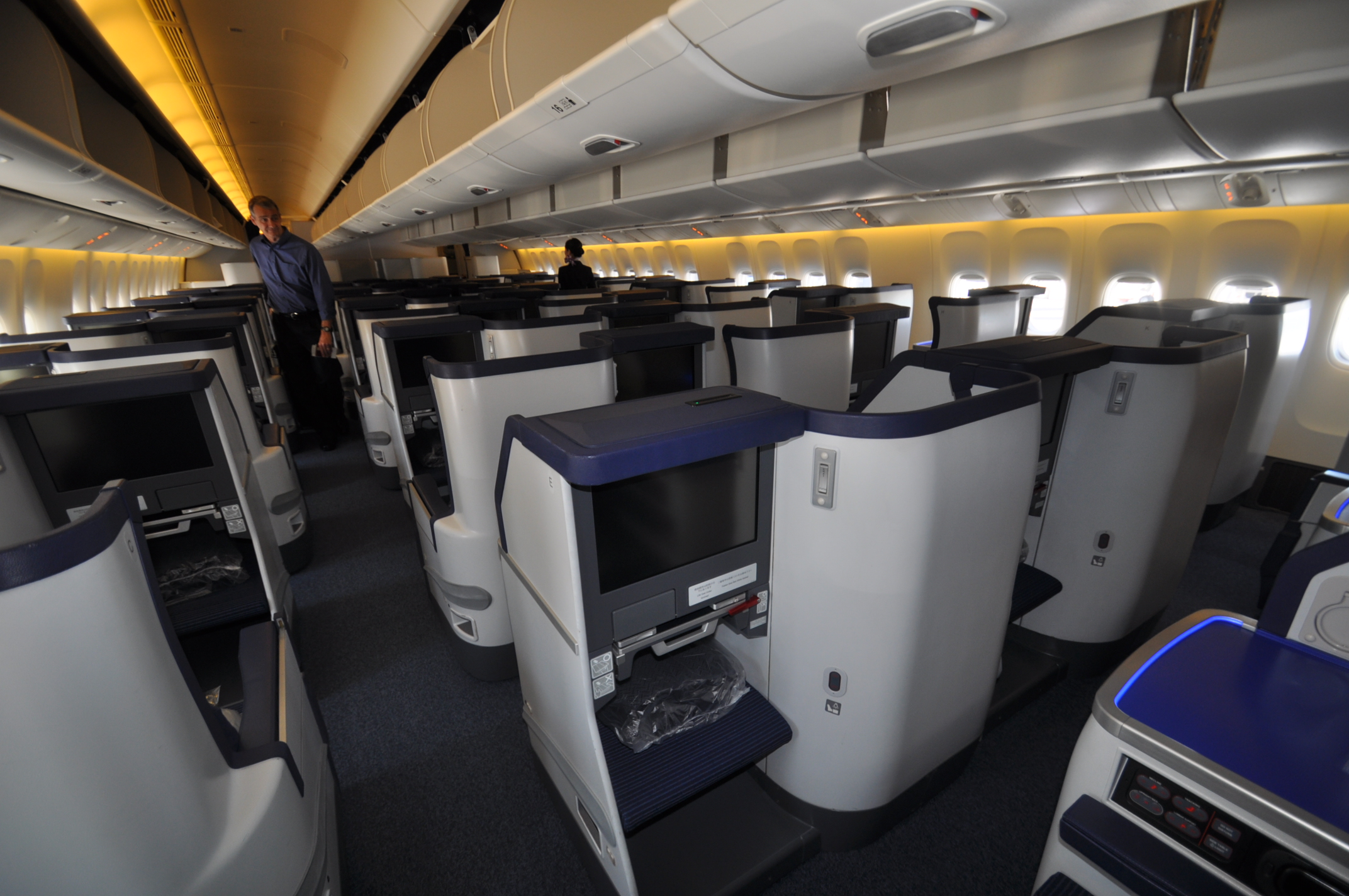
シート(後方から)

ANA BUSINESS STAGGERED(エーエヌエービジネススタッガード)
2019年10月現在、B777-300ERの一部、エアバスA380、B787-9、10と-8の一部で導入されている。B777-300ERの場合で比較すると、配列は従来の横2-3-2列から1-2-1に変更になった。導入当時としてはクラス最大級となる17インチタッチパネル(A380のみ18インチ)式液晶ワイドスクリーンを搭載している。「My Style,My Space(マイスタイル・マイスペース)」の元、『機内空間での過ごし方を自由自在にコーディネートできる全く新しい考え方』を導入した。名称にもなっているスタッガードシートを導入したことで、居住スペースの従来比150％を実現させた。また全席の通路への直接アクセス、フルフラットも実現している。寝るための専用の寝具、アメニティ、アロマも要している。機内食は、2010年4月以降はアラカルトを含め食べたいときにモニターを通じて注文する仕組み。メニューは月替り。iPodコネクターやUSB端子を搭載しており、乗客自身の動画（iPodのみ）、写真、音楽を機内で再生できる。
ANA BUSINESS CRADLE(エーエヌエービジネスクレードル)
B787-8の一部、2010年以降導入されたB767-300ERの新造機に導入されている。大型液晶12.1インチタッチパネルモニターや大型テーブル、パーソナル読書灯、ユニバーサル電源、USBポートが搭載されている。アジア方面の便を中心に運用されている。最大シート角度160度、シート幅54.6cm、座席配置2-2-2。

### プレミアムエコノミークラス

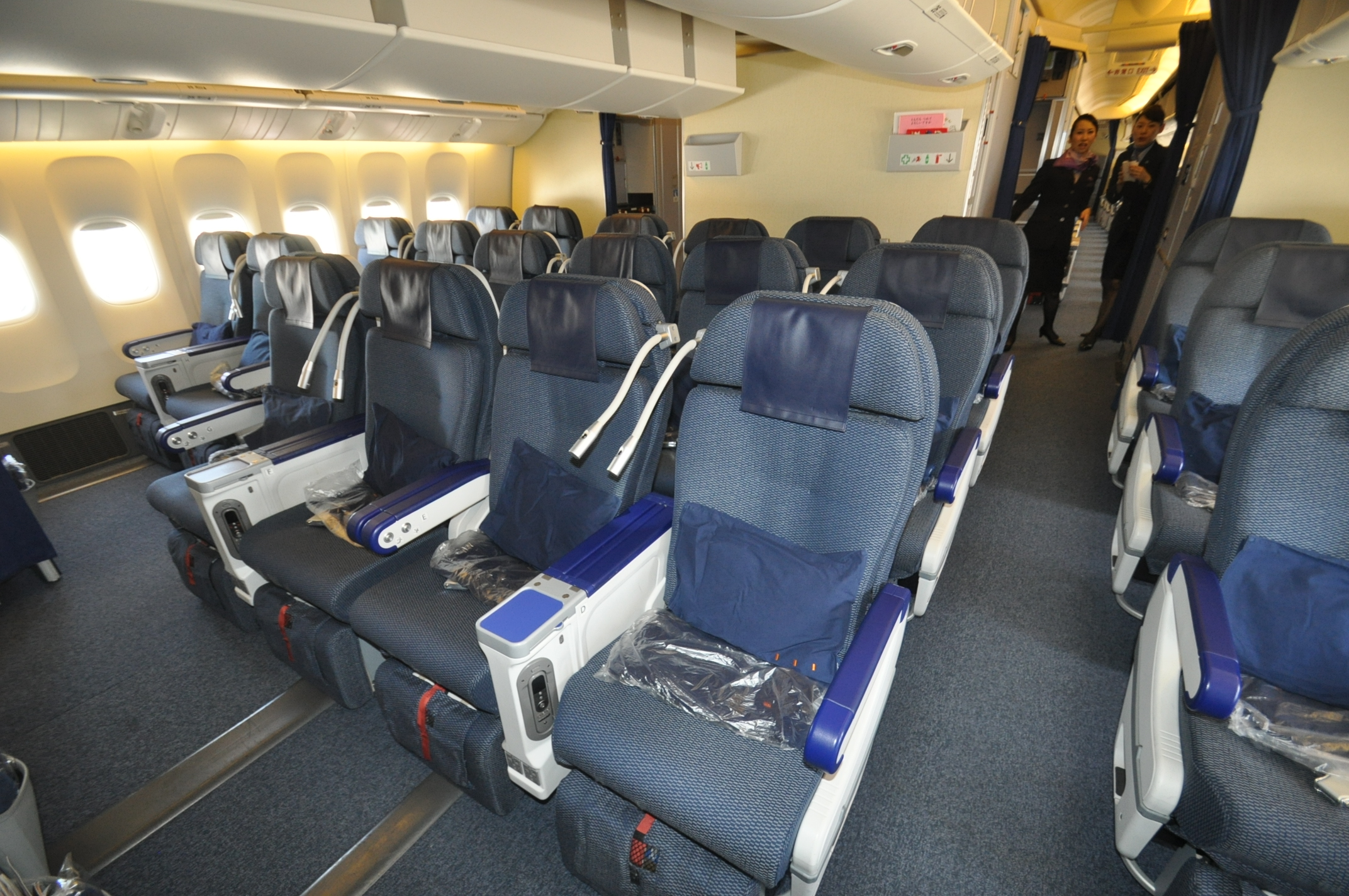
ANA PREMIUM ECONOMY SEAT

ANA PREMIUM ECONOMY SEAT(エーエヌエープレミアムエコノミーシート)
他のクラスとシートとは異なり、2009年11月20日に発表されたシートは実際には導入されなかった。2012年3月29日日に同年6月からのInspiration of JAPAN仕様の新シートの導入が発表された。B787-8の一部、-9、B777-300ERに導入されている。

### エコノミークラス

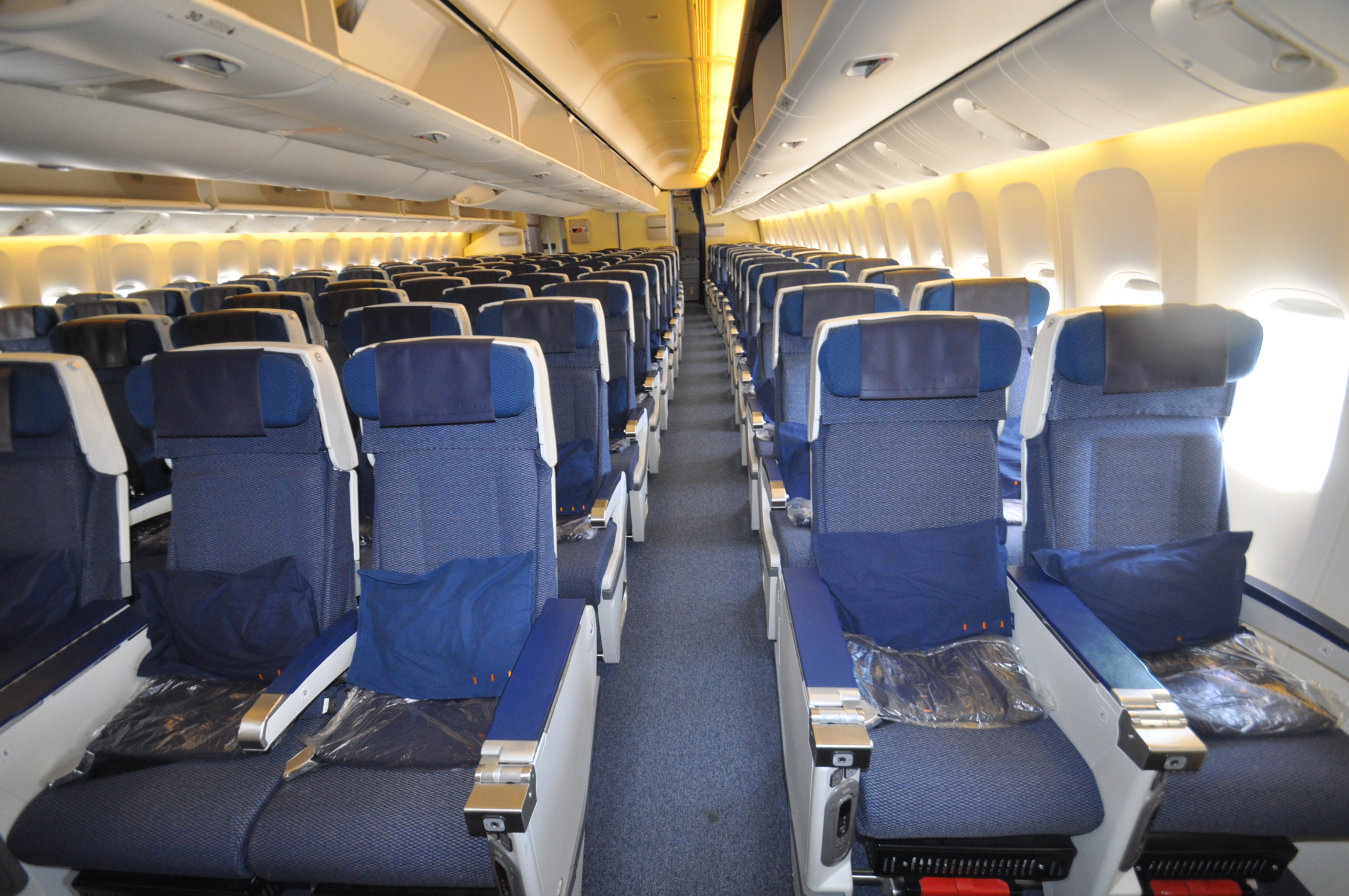
ANA ECONOMY CLASS SEAT

ANA ECONOMY CLASS SEAT(エーエヌエーエコノミークラスシート)
2010年導入されたタイプ。シートピッチは導入当時クラス最大級の約86cm、個人テレビタッチパネルモニターは導入当時クラス最大級の10.6インチを搭載している。スライドするヘッドレストや、3段階に動くフットレストがあり、シートはFixed back shellを採用しリクライニングの際に後部座席に干渉することはない。ユニバーサルタイプのパソコン電源、iPodコネクター、USB端子を標準装備している。